# Imprimeries clandestines des Partisans
Les imprimeries clandestines des Partisans (en serbe cyrillique : Илегалне партијске штампарије ; en serbe latin : Ilegalne partijske štamparije) sont d'anciennes imprimeries situées à Belgrade, la capitale de la Serbie, dans la municipalité urbaine de Savski venac. Associées au souvenir de la Seconde Guerre mondiale en Yougoslavie, elles sont inscrites sur la liste des monuments culturels d'importance exceptionnelle de la république de Serbie et sur la liste des biens culturels de la ville de Belgrade.

## Présentation
Au n° 12 de la rue Banjičkog venca, à Belgrade, se trouvait une maison construite avant la Seconde Guerre mondiale, gravement endommagée lors d'une attaque aérienne le 6 avril 1941. Svetozar Vukmanović dit « Tempo » et l'architecte (et peintre) Đorđe Andrejević Kun eurent l'idée de l'adapter pour y installer une imprimerie clandestine du comité central du Parti communiste de Yougoslavie. Le bâtiment, qui se composait d'un rez-de-chaussée et d'un étage, était situé sur un terrain en pente qui servit pour la construction d'une pièce secrète dissimulée derrière un placard du premier étage. L'imprimerie fonctionna du 1er août 1941 au 31 août 1943 sans jamais être découverte. Le gros du travail y était réalisé par trois futurs héros nationaux : Branko Đonović, Slobodan Jović et Milo Bošković. De nombreux documents des Partisans y furent publiés, tracts, brochures et déclarations.
Après la guerre, la maison a été transformée en un musée-commémoratif, qui a ouvert ses portes en 1950 et qui présentait le travail des imprimeries clandestines ayant fonctionné pendant la guerre à Belgrade ; une plaque a été apposée sur l'édifice. Le musée a poursuivi ses activités jusqu'en août 2000.